# Luigi Pirandello
Luigi Pirandello (Agrigento, 28 juni 1867 - Rome, 10 december 1936) was een Italiaans schrijver van poëzie, theaterstukken en romans. In 1934 ontving hij de Nobelprijs voor Literatuur.

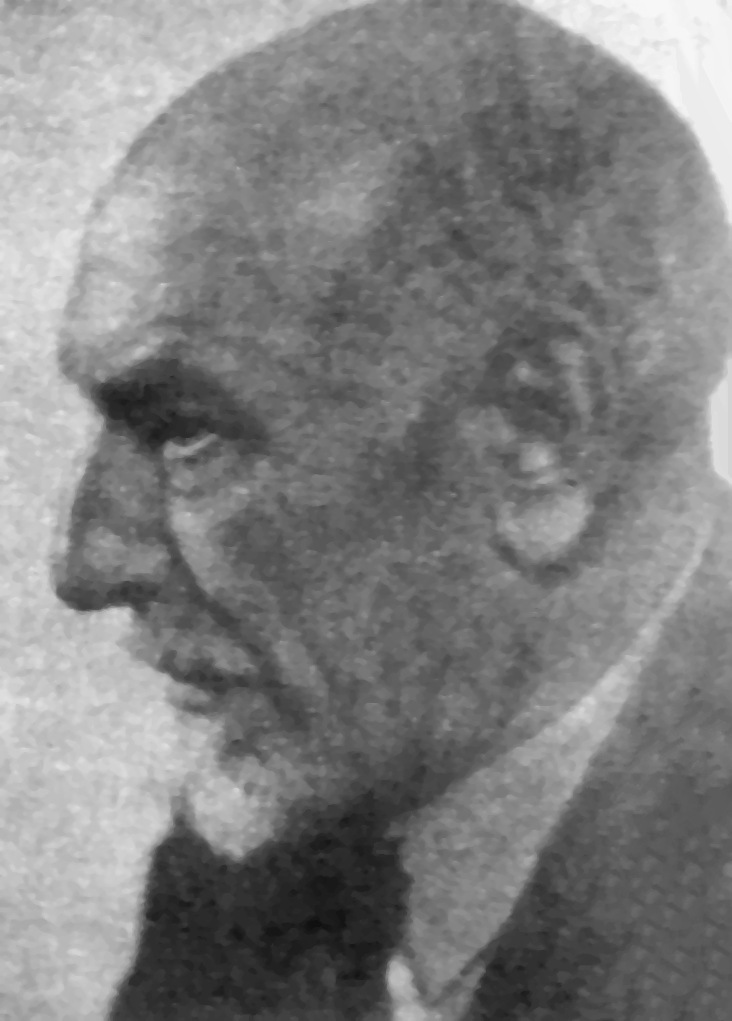
Luigi Pirandello

## Biografie
Pirandello wordt op 28 juni 1867 geboren in de villa 'Caos' (chaos) in de buurt van Agrigento. Zijn vader bezat een zwavelmijn, en Luigi was voorbestemd die over te nemen. Hij interesseerde zich echter meer voor de literatuur en begon in 1887 te studeren aan de Faculteit der Letteren van de universiteit van Rome. Hij verliet Sicilië dus al op redelijk jonge leeftijd. In 1889 zette hij zijn studie op aanraden van een professor voort in Bonn, waar hij in 1891 afstudeerde en zijn eerste gedichten publiceerde. Hij kreeg er ook een baan, maar keerde door heimwee in 1892 terug naar Rome, waar hij zich mede dankzij Luigi Capuana verder aan de literatuur wijdde.  In 1894 trouwde hij met Maria Antonietta Portulano. Het echtpaar, dat drie kinderen kreeg (Stefano (1895), Lietta (1897) en Fausto (1899)), bleef in Rome wonen. In 1897 werd Pirandello docent literatuurgeschiedenis te Rome, en zou dit tot 1922 blijven.
Een significant jaar in het leven van Pirandello is 1903. Zijn vrouw wordt zenuwziek en zal steeds verder aftakelen, en zijn vader gaat failliet, waardoor Pirandello tot zijn afschuw moet gaan werken als docent om rond te kunnen komen. Hij ziet dit als verloren tijd. Om verder aan geld te komen intensiveerde hij zijn activiteiten als schrijver en medewerker van verschillende kranten en tijdschriften. Zo verschijnt in deze tijd zijn beroemde roman Il fu Mattia Pascal.
Naast romans gaat Pirandello zich meer en meer toeleggen op het schrijven van novellen en theaterstukken. Opvallend is dat hij zijn theaterstukken in veel gevallen baseert op eerder geschreven novellen, zo is hij een 'plagiator van zichzelf'. Rond 1920 begint Pirandello groot succes te hebben met toneelstukken als 'Sei personaggi in cerca d'autore'. In 1922 breekt hij internationaal door en reist hij over de wereld met een eigen toneelgezelschap, dat gefinancierd wordt door de fascistische partij van Benito Mussolini, waar de schrijver in 1924 lid van wordt. De reden voor zijn lidmaatschap is onduidelijk, maar zou te maken kunnen hebben met Mussolini's bewondering voor Pirandello. Aan het eind van zijn leven houdt Pirandello zich ook met de cinema bezig, een medium waarin hij nieuwe mogelijkheden ziet. In 1934 ontvangt hij de Nobelprijs voor Literatuur, en hij sterft in 1936.

## Thematiek
Pirandello’s werk wordt gerekend tot de stroming van het modernisme, een stroming die in Italië haar hoogtepunt kende tussen 1915 en 1930, roerige jaren van grote technologische en wetenschappelijke vooruitgang, maar ook van oorlog. In het modernisme staat de worsteling met die veranderende maatschappij centraal, waarbij oude zekerheden verdwijnen. 
Een centraal thema, zo niet het hoofdthema, van Pirandello’s werk, is dan ook de identiteitscrisis van zijn personages, die zich bewust zijn van de tijdgeest en die op zoek zijn naar wíe ze zijn, en die daarbij vaak meerdere persoonlijkheden hebben – uit meerdere ‘ikken’ bestaan. Het leidt vaak tot negatieve resultaten: de personages verliezen zich en raken terecht in een leefsituatie van onoplosbare tegenstellingen die levensgeluk en sereniteit tegenwerken. Zoals Pirandello zelf in een brief beschrijft, bestaat hij uit een ‘grote ik’ die sociaal is, en een gesloten ‘kleine ik’. Beide identiteiten staan op gespannen voet met elkaar, en de eerste ‘ik’ is een masker om zich achter te kunnen verbergen. Eenieder zit gevangen in zijn pogingen een werkelijkheid voor zichzelf en anderen te scheppen. Het van een masker voorzien van de waarheid is een zeer belangrijk thema. Zo maakt Pirandello een onderscheid tussen ‘vita’ (het leven – de gebeurtenissen) en ‘forma’, de manier waarop de gebeurtenissen zich manifesteren. Het leven en de vorm komen bijna nooit overeen. De spanning tussen ‘vita’ en ‘forma’ is dan ook een centraal thema in Pirandello’s werk. 
Zijn werk heeft Siciliaanse invloeden: veel van zijn werk speelt zich op het eiland af en de typisch Siciliaanse thematiek van de familiewaarden en het familiedrama speelt een belangrijke rol. Een belangrijk motief in zijn werk is humor. Humor is een manier om jezelf beter te leren kennen: volgens Pirandello heeft de humor twee kanten. De eerste is de spontane lach, die verschijnt als je met een komische situatie geconfronteerd wordt. De tweede kant is het vervolg: een bewustzijn van het leed achter de lach. Zo beschrijft hij een oudere vrouw die overdreven opgemaakt is, wat een lach opwekt. Maar daarna wordt het personage zich ervan bewust dat die vrouw die make-up misschien wel als masker gebruikt tegen de ouderdom, of om een eventuele jonge minnaar tevreden te stellen.

## Toneelwerk
Een van de bekendste en belangrijkste werken van Pirandello is Sei personaggi in cerca d'autore ("Zes personages op zoek naar een auteur"). In 1921 is in Rome het stuk voor het eerst opgevoerd, waar het niet gelijk gewaardeerd werd, maar naarmate de jaren verstreken is er veel bewondering ontstaan voor het vernieuwende toneelstuk.
Het werk Enrico IV (Hendrik IV), dat in 1922 in twee weken tijd geschreven werd, stelt het vernuft van Pirandello meer dan tentoon. Door de gelijkheid van naam met een werk van de Engelse Bard (Henry IV) geniet dit werk niet veel bekendheid. De complexiteit van de hoofdrol in dit stuk, maakt deze een grote uitdaging voor spelers, maar zorgt er ook voor dat het stuk slechts sporadisch opgevoerd wordt.

## Verhalen
Vanaf 1922 begon Pirandello aan een verhalencyclus in de traditie van Decamerone en Duizend-en-een-nacht. Zijn plan voor deze Novelle per un anno (Verhalen voor een jaar) was om één vertelling te schrijven voor elke dag van het jaar, wat 24 bundels van vijftien verhalen moest opleveren. Zijn eerste bundel bevatte werk dat terugging tot 1894. Bij zijn dood in 1936 was hij aan 15 volumes geraakt met in totaal 246 verhalen. Vaak hadden ze een tragikomische inslag. Met humor en soms bitterheid portretteerde hij het leven ontdaan van hypocriete conventies. 

## Publicaties
- 1902 - Il turno (Ieder zijn beurt, ISBN 9069761696)
- 1904 - Il fu Mattia Pascal (Wijlen Mattia Pascal, ISBN 9021478277)
- 1919 - Il gioco delle parti
- 1921 - Sei personaggi in cerca d'autore, commedia da fare (Zes personages op zoek naar een auteur)
- 1923 - In silenzio (In stilte, ISBN 9071127141)
- 1923 - La vita che ti diedi
- 1925 - Quaderni di Serafino Gubbio, operatore (Dagboek van Serafino Gubbio, cameraman, ISBN 9021478269)
- 1926 - Il vecchio Dio (De oude God, ISBN 9071127346)
- 1926 - Uno, nessuno e centomila (Iemand, niemand en honderdduizend, ISBN 9047102312)
- 1928 - Lazzaro

## In Nederlandse vertaling
- Giosue Carducci en Grazia Deledda (eds.), Gedichten, essays, romans, toneel, vert. Max Nord, Hasselt, Heideland, 1960
Bevat onder meer: Zes personages op zoek naar een auteur, Het diploma, Wat is humor?
- De pijn om zo te leven, vert. Max Nord en Jenny Tuin, 1967. ISBN 9789021478210
Bloemlezing met twintig verhalen
- Een paard in de maan en twintig andere vertellingen, vert. Anthonie Kee, 1987
Bloemlezing met o.a. Eerste nacht (1900), Een paard in de maan (1907), Twee tweepersoonsbedden (1909), De vernietiging van de mens (1921) en Gevolgen van een verstoorde droom (1936)
- Kaos, verhalen, vert. Anthonie Kee, 1989. ISBN 906551211X
Selectie uit de integrale reeks van Coppens & Frenks
- Novellen voor een jaar, vert. Anthonie Kee, Amsterdam, Coppens & Frenks, 16 dln., 1989-2005
Integrale editie van de Novelle per un anno, heruitgegeven vanaf 2021 bij Uitgeverij Karakters
- Joost Sternheim en Hilje Thiescheffer (eds.), Tekst & Context, 1990
Bevat: Limoenen uit Sicilië, Cecè, Liolà, Zes personages op zoek naar een auteur, De andere zoon, De man met de bloem in de mond, Bellavita, Ik droom, misschien
- Enkel illusies, 2005. ISBN 9789064036736
Bevat: Bij de uitgang (1916), Als men het spel begrepen heeft (1918), Feest van Onze Heer van het Schip (1924)
- De weduwnaar gaat uit en andere vertellingen, vert. Olga Schoonheim, 2006. ISBN 9789076542287
- Dramatisch drieluik, vert. Conrad van de Weetering, 2017. ISBN 9789067283250 (bevat:: Zes personages op zoek naar een schrijver, Ieder op zijn manier en Vanavond improviseren wij)
- Geluksvogels, vert. Yond Boeke en Patty Krone, Amsterdam, Van Oorschot, 2022 (bekroond met de Filter-vertaalprijs